# Rodolphe Lemoine

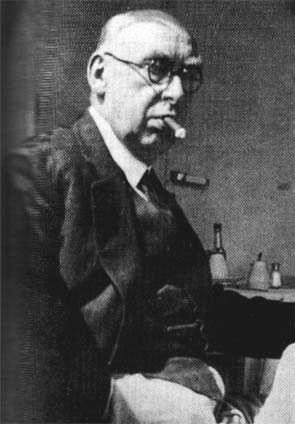
Rodolphe Lemoine (1929).

Rodolphe Lemoine (* 1871 in Berlin; † 3. Oktober 1946 in Baden-Baden; Geburtsname: Rudolf Stallmann; Deckname: Rex) war ein französischer Nachrichtendienstler. Er wurde vor allem bekannt aufgrund seiner Rolle bei der Erbeutung wichtiger geheimer Unterlagen zur deutschen Rotor-Schlüsselmaschine ENIGMA. Dazu gehörten die Gebrauchsanleitung (H.Dv.g.13) und vor allem die Schlüsselanleitung (H.Dv.g.14). Dies hatte in der Folge erhebliche Auswirkungen auf die Kriegsführung der Alliierten gegen das Deutsche Reich während des Zweiten Weltkriegs.

## Leben und Wirken
Lemoine wurde unter dem Namen Rudolf Stallmann als Sohn eines wohlhabenden Berliner Juweliers geboren. In seiner Jugend unternahm er zahlreiche Reisen, wobei er erstmals mit dem Spionagewesen in Berührung gekommen sein soll. 1918 ließ Lemoine sich in Frankreich einbürgern, wobei er den Namen seiner französischen Ehefrau annahm. Bald darauf trat er in den Dienst des Deuxième Bureau des französischen Auslandsgeheimdienstes, für den er fortan als Agent und Anwerber in der auf das Deutsche Reich bezogenen Spionage arbeitete. Als Rekrutierer konnte Lemoine unter anderem Ludwig Maringer als Spion für die Franzosen gewinnen. Offiziell lebte Lemoine während seiner Agentenzeit als Kaufmann in Paris.
1931 lernte Lemoine Hans-Thilo Schmidt kennen, einen Angestellten des Berliner Reichswehrministeriums, den er als Spion für das Deuxième Bureau gewinnen konnte. Durch seine Tätigkeit in der Chi-Stelle (Chiffrierstelle) des Ministeriums (siehe auch: Chiffrierabteilung des Oberkommandos der Wehrmacht) hatte Schmidt Zugang zu wichtigen Unterlagen bezüglich der ENIGMA, einer neuartigen Maschine zur Verschlüsselung von Funksprüchen. Am 8. November 1931 übergab Schmidt Lemoine die „Gebrauchsanleitung für die Chiffriermaschine ENIGMA“ sowie die „Schlüsselanleitung zur Schlüsselmaschine ENIGMA“. In den nächsten Jahren händigte Schmidt an Lemoine noch weitere Unterlagen über die ENIGMA aus, darunter Schlüsseltafeln mit täglich wechselnden Schlüsseln sowie geheime Unterlagen über den Aufbau der Wehrmacht und die Planung für den „Fall Gelb“ (die Invasion Frankreichs).
Lemoine übergab die von Schmidt erhaltenen Unterlagen an seinen Vorgesetzten Gustave Bertrand, der sie seinerseits an die Chiffrierabteilungen der britischen (Bletchley Park), französischen und polnischen (Biuro Szyfrów) Nachrichtendienste übergab. Nachdem das deutsche Verschlüsselungsverfahren bereits vor dem Zweiten Weltkrieg durch polnische Kryptoanalytiker gebrochen worden war, gelang ab 1940 britischen Codebreakers im englischen Bletchley Park der vollständige Einbruch in die deutsche Maschine, so dass die Alliierten in der Folge die verschlüsselten deutschen Funksprüche während des Zweiten Weltkriegs nahezu verzögerungslos und kontinuierlich mitlesen konnten.
Ende 1942 fiel Lemoine nach der Besetzung der bis dahin freien südlichen Zone Frankreichs in die Hände der Gestapo oder lief zu ihr über. Er wurde nach Berlin gebracht, wo er bei Verhören durch die Gestapo – unter Umständen unter Anwendung von Folter – am 23. März 1943 gestand, dass Schmidt eine seiner Informationsquellen gewesen war. Er verriet aber nicht, dass die Franzosen Schmidts Unterlagen an die Engländer und die Polen weitergegeben hatten. Schmidt wurde am 1. April 1943 verhaftet und nahm sich am 19. September 1943 das Leben.
Lemoine tauchte in den letzten Kriegstagen in Berlin unter und wurde dort im Oktober 1945 von Soldaten der französischen Armee verhaftet.